# Jüdische Gemeinde Lieser
Eine Jüdische Gemeinde in Lieser, einer Ortsgemeinde im Landkreis Bernkastel-Wittlich in Rheinland-Pfalz, bestand bereits im 17. Jahrhundert. Die jüdische Gemeinde wurde durch die nationalsozialistische Verfolgung vernichtet.

## Geschichte
Ein erster Nachweis für die Ansiedlung von Juden ist in den Steuerlisten vom 27. August 1663 belegt, im „Numbrement der Judenschaft binnen Stadt und Ambt Wittlich“, als die Lieserer „Hausstädt Moyses und Baruch, jüdische zwey Ehen“ zu einem Ehegulden in der Höhe von jeweils zwei Reichstalern veranlagt wurden. 
Etwa seit dem 17. Jahrhundert verfügte die kleine Gemeinde in Lieser über einen Betsaal. Seit 1896 betreute die jüdische Gemeinde in Brauneberg sowohl die Lieserer als auch die Mülheimer, Veldenzer und Wintricher Juden. 1930 wurde die Lieserer Synagoge wegen Baufälligkeit abgebrochen.

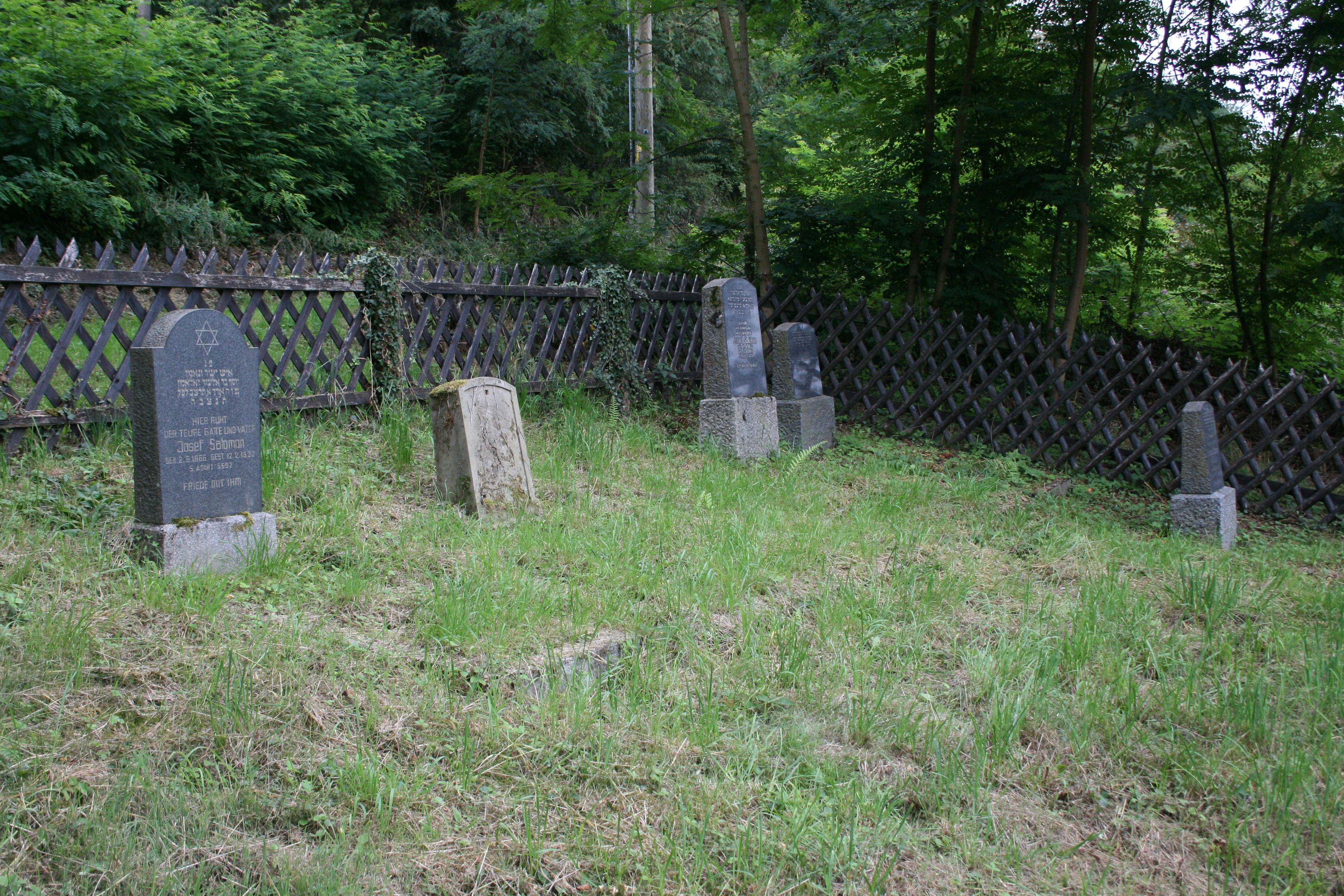
Neuer jüdische Friedhof in Lieser

Ein erster jüdischer Friedhof entstand möglicherweise schon im Mittelalter. 1913 wurde ein neuer jüdischer Friedhof am Waldrand an der heutigen Richard-Wagner-Straße angelegt. Dieser wurde in der Zeit des Nationalsozialismus verwüstet, aber nach dem Zweiten Weltkrieg durch die Gemeinde Lieser wiederhergestellt.
Während 1906 noch 1597 Katholiken, 15 Nichtkatholiken und 15 Juden in Lieser wohnten, waren 1932 nur noch 6 Personen jüdischen Glaubens im Ort ansässig.

## Nationalsozialistische Verfolgung
Im Jahr 1938 wohnten noch sechs Juden in Lieser. Das Gedenkbuch des Bundesarchivs verzeichnet 10 in Lieser geborene jüdische Bürger, die dem Völkermord des nationalsozialistischen Regimes zum Opfer fielen.